# 愛知大学山岳部薬師岳遭難事故
愛知大学山岳部薬師岳遭難事故（あいちだいがくさんがくぶ やくしだけそうなんじこ）は、1963年（昭和38年）1月に富山県薬師岳で発生した遭難事故。登山中の愛知大学山岳部員13名が死亡した。

## 概要

### 入山から登頂まで
愛知大学山岳部パーティー13名は、1962年12月25日から翌1963年1月6日までの行程で、富山県上新川郡大山町（現・富山市）折立から薬師岳の登頂に挑んだ。目的は、準極地法の訓練も兼ねたものであったという。12月31日には、太郎小屋（現在の太郎平小屋）に到着。途中、同じく薬師岳への登頂を目指す日本歯科大学山岳部のパーティーと行動が重なり、以降、登頂直前まで愛知大学パーティーの行動が目撃されることとなる。
1月1日は昭和38年1月豪雪によって悪天候となり、両大学とも小屋に足止めとなったが、翌2日は早朝から愛知大学のパーティーが移動を開始。山頂までのルートの途中でキャンプ（C3）の設営を行った。設営中、小屋を遅く出発した日本歯科大学パーティーがキャンプの横を通り過ぎると、愛知大学パーティーも再び登頂を再開。頂上まで300 m程度の地点で、先行する日本歯科大学パーティーに追いついて来た。この際、日本歯科大学パーティーが目撃した愛知大学側の装備は、1人がザックを背負うのみで残りのメンバーは軽装備といった状況であった（極地法の訓練と言うよりは、むしろアルパインスタイルに近い装備、行動である）。しかしこの直後、天候が急激に悪化し、視界が効かない猛吹雪になり両パーティーは相互の場所を見失う。日本歯科大学パーティーは、何とか山頂にたどり着き愛知大学パーティーを待ったが、登頂してこなかったことから下山を開始。途中、愛知大学が設営していたキャンプ（C3）を確認したが、入り口が外側からザイルで縛ってあり、立ち寄った形跡は見られなかった。日本歯科大学パーティーは、悪天候の中を太郎小屋へ戻り、天候が回復した1月4日に下山を開始した。なお、日本歯科大パーティーは食料が尽きる予定になっていた1月9日になって全員無事に下山している。

### 遭難確定と捜索
下山予定の期日を過ぎても愛知大学パーティーとの連絡が付かなかったため、愛知大学は遭難した可能性が高いと判断。富山県警察に連絡を行い捜索を開始した。1月16日から第一次捜索隊23名が入山したが、後に三八豪雪と呼ばれる極端な豪雪のため、登山口の折立峠の段階で3.6mの積雪となっており、生存していれば手がかりが残されているであろう太郎小屋までもたどり着けない状況となっていた。一方、マスコミでは大学生の大量遭難、かつ情報も少ないという中で取材競争が過熱化。後に、当時の取材状況をまとめた「マスコミ空中戦事件記者物語」といった書籍も出版された。その中で、1月22日、朝日新聞社のヘリコプターが太郎小屋脇への強行着陸。新聞記者本多勝一が小屋の中を確認して書いた「来た、見た、居なかった。太郎小屋に人影なし。」という記事はスクープとなった。1月26日、愛知大学の本間喜一学長は辞意を表明、教授会の反対にもかかわらず結局辞任した。
結局、1月末までのべ2,336名、ヘリコプターのべ60機を数えた大捜索では、これ以上の手がかりが得られず、捜索はいったん打ち切られた。この時点で、5月の雪解けまでは捜索は困難と判断されていた。

### 遺体の発見
1963年3月23日、冬山訓練を行っていた名古屋工業大学山岳部パーティーが愛知大学山岳部員2人の遺体を発見し、出発前に報道機関から依頼され携行していた無線機で下界に連絡、彼らに呼応した中部日本新聞社がヘリで追跡して遺体発見の報を確認、遺族たちに連絡した。場所は、愛知大学の登頂ルートとは大きく外れた薬師岳東南尾根の先端付近であった。3月26日富山県警山岳警備隊の検視中に付近で捜索隊が5名を発見、以後、5月までに東南尾根の捜索が行われ計11名の遺体と遺品が発見された。残り2名の遺体捜索は難航を極めたが、10月14日、東南尾根北側にあたる黒部川沿いの斜面を捜索していた山小屋主人や父親らが遺体を発見、収容している。遺体や遺品の発見現場から、愛知大学パーティーは視界不良のため登頂を断念し、キャンプ（C3）に引き返す途中で経路を誤り（引き返し初めて5分くらいの右折すべき場所を直進した）、東南尾根方面に迷い込みビバーク。その後、1月4日ごろに正常のルートへ戻る途中で疲労凍死または滑落死に至ったものと推測されている（隊員の日誌は2冊見つかっており、一人は1月1日まで、もう一人の記録係の分は1月3日まで残されていた）。なお、遺体は当時としては完全装備であり、また下級生に上級生が付き添っていたことが発見状況から判明している。

### その後
本遭難後、愛知大学山岳部は1965年から休部状態となるが、翌1966年には活動を再開。しかし、直後に鹿島槍ヶ岳で新人部員が病死するという事態が発生し、廃部に追い込まれた。2022年現在、愛知大学の登山部は豊橋校舎のワンダーフォーゲル部のみである。
1965年の富山県警察山岳警備隊の結成や、1966年の富山県登山届出条例の制定は、本遭難を契機としている。
折立の登山口には、慰霊碑「十三重之塔（とみえのとう）」が建てられている。

## 遭難の原因

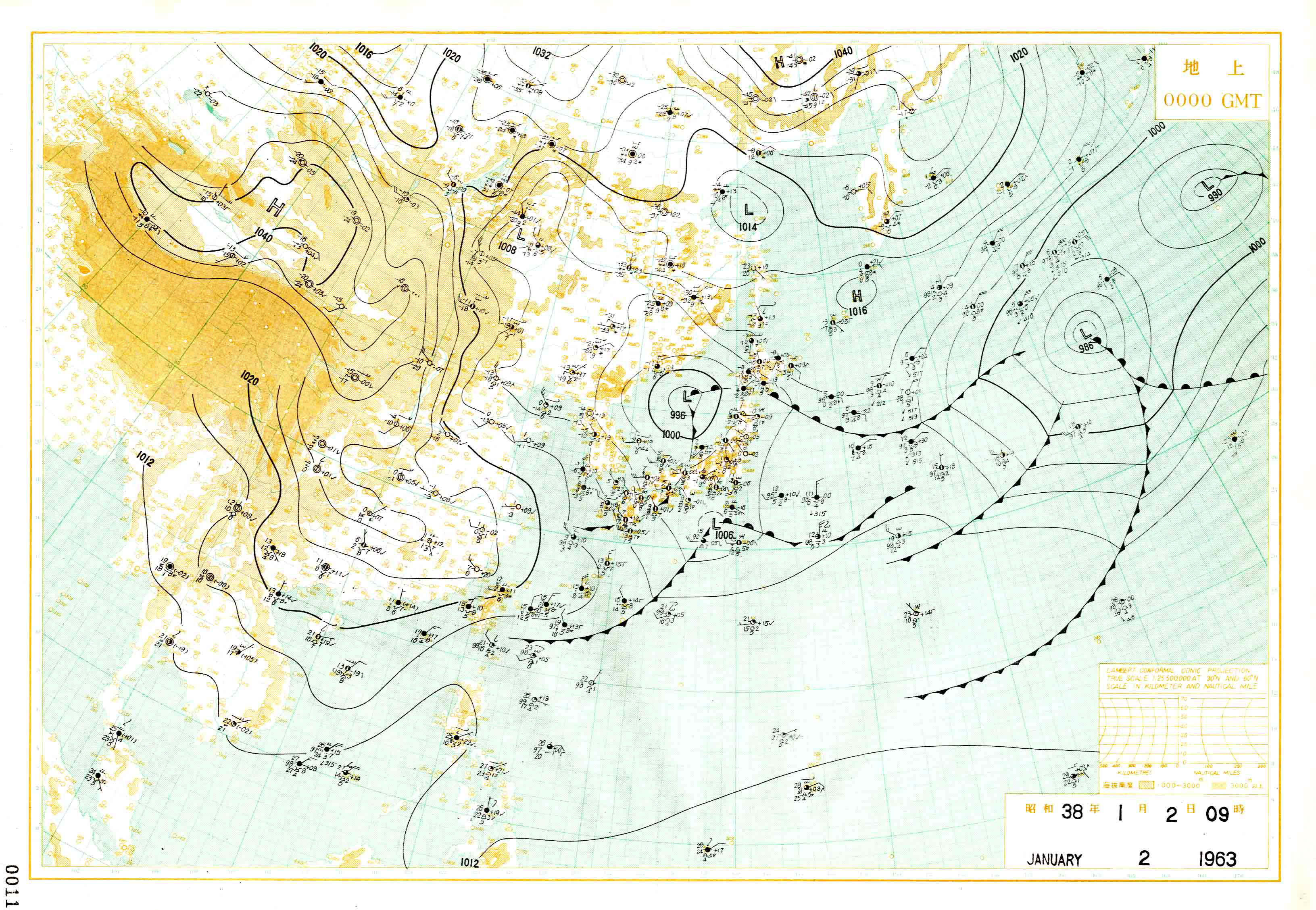
1963年昭和38年1月2日9時天気図

1968年、愛知大学山岳部薬師岳遭難編纂委員会編による遭難報告書「薬師」（愛知大学による出版）が取りまとめられた。報告書では遭難の原因は断定していないものの、遭難に結びついたであろう幾つかの素因（メンバー構成、判断ミス、準備・装備の欠如等々）を挙げ、相互作用によって遭難に至ったものであろうと推測している。少なくとも、メンバーの中で地図とコンパスを持っている者は誰ひとりいなかった。
また、今回遭難した山岳部のメンバーの一部が1962年の夏に下見を兼ねて薬師岳を登ったことが裏目（ひどいマイナス）に出たとする意見もある。薬師岳は夏は比較的登山が容易であるが、冬になると様相が全く異なるからである。夏の登山に参加したメンバーの中には家族に「薬師岳は平らな山で、伊吹山ほど嶮しくない」と語っていた者もいたという。
気象面に関して言えば、昭和38年1月豪雪が大きく影響していることは前述の通りであるが、特に1月2日前後には太平洋側にも南岸低気圧が発生していわゆる二つ玉低気圧が形成されたと推測される。その結果、薬師岳周辺では前年末から激しい風雪が続いていたが、低気圧が最接近した1月2日の早朝から疑似好天の状態になった。愛知大学のパーティーが移動したのはこのタイミングであったが、午前9時頃から急速に天候が悪化して平均降水量に換算して1時間あたり4 mm前後の猛吹雪が40時間にわたって吹き付けたとみられている。これを積雪に換算すると160 cm相当、それらが全て降り積もらなかったとしても相当量の新雪が降り積もったと推測される。そもそも厳冬期の山岳地帯の好天はもって半日と言われており、二つ玉低気圧による異常荒天が予想できなかったとしても、途中で吹雪に襲われることを前提とした装備をせずに先に進んだことが悲劇につながったと考えられている。